# عبدالعلی لهسایی‌زاده
عبدالعلی لهسایی زاده (زادهٔ ۹ دی ۱۳۳۰، آبادان) جامعه‌شناس ایرانی و استاد تمام بازنشسته و عضو هیئت علمی دانشگاه شیراز است. او تحصیلات کارشناسی خود را در دانشگاه ملی ایران به اتمام رساند و سپس برای ادامه تحصیل به آمریکا رفت. وی مدرک کارشناسی‌ارشد خود را در دانشگاه دیترویت و مدرک دکترا را از دانشگاه ایالتی میشیگان اخذ نمود. ایشان پس از اتمام تحصیلات به ایران بازگشت و در دانشگاه شیراز مشغول به تدریس شد. در حال حاضر عبدالعلی لهسایی‌زاده به عنوان یکی از پیشگامان حوزه‌های جامعه‌شناسی روستایی، توسعه و قشربندی اجتماعی در سمت استاد تمام جزو هیئت علمی دانشکده علوم اجتماعی دانشگاه شیراز است.

## افتخارات علمی
- استاد برجسته دانشگاه شیراز
- استاد نمونه جامعه‌شناسی
- دیپلم افتخار دومین جشنواره فرهنگ فارس در بخش کتاب جامعه‌شناسی
- پژوهشگر برجسته دانشگاه شیراز در سال ۸۲–۸۱

## سوابق اجرایی
- سرپرست و مجری طرح تحقیقاتی مصوب دانشگاه شیراز در زمینة «واگذاری زمین و مهاجرت روستائیان» سال ۱۳۶۴.
- سرپرست و مجری طرح تحقیقاتی «مونوگرافی روستای دوان» سال ۱۳۶۵ تا ۱۳۶۷.
- مجری تحقیقات میدانی و پیمایشی موضوعات مسائل روستایی و توسعه در سازمانهای مختلف دولتی از سال ۱۳۷۰.
- مجری طرح تحقیق «مقایسه نظامهای بهره‌برداری کشاورزی» در دانشگاه اونتاریو غربی در کشور کانادا، ۱۳۷۱.
- دبیر کمیته منتخب دانشکده ادبیات و علوم انسانی دانشگاه شیراز ۱۳۷۷–۱۳۷۴.
- مجری طرح تحقیق «ساختار سنی جمعیت» در دانشگاه سایمون فریزر استان بریتیش کلمبیا -کانادا، ۱۳۷۸.
- مجری طرح «بررسی نگرش دانشجویان نسبت به گفتگوی تمدنها» در مرکز بین‌المللی گفتگوی تمدنها -تهران ۱۳۸۰.
- مشاور طرح «بررسی موانع و تنگناهای مدیریت توسعه روستایی در ایران» وزارت جهاد کشاورزی ۱۳۸۰.
- مجری طرح رضایتمندی شغلی کارکنان سازمان مدیریت و برنامه‌ریزی استان فارس ۱۳۸۱.
- دبیر کمیته تخصصی دانشکده ادبیات و علوم انسانی دانشگاه شیراز ۱۳۸۲–۱۳۸۰.
- مجری طرح بررسی مشارکت اقتصادی زنان روستایی استان فارس ۱۳۸۲.
- مشاور طرح «نقش مطبوعات کشور در گسترش و ارتقاء تفکر علمی» وزارت علوم، تحقیقات و فناوری ۱۳۸۲.
- مشاور طرح «عمران و توسعه روستایی» مجلس شورای اسلامی ایران، ۱۳۸۳.
- مجری طرح بررسی ساختارهای اقتصادی، اجتماعی، سیاسی و فرهنگی آبادان ۱۳۸۳.
- رئیس دفتر انجمن جامعه‌شناسی ایران شاخه استان فارس ۸۳–۸۱.
- مجری طرح آمایش مناطق روستایی استان فارس، ۱۳۸۶.
- مشاور طرح «انسان‌شناسی دیرینه شناسی جمعیت پیش از تاریخ البرز مرکزی ایران»، صندوق حمایت از پژوهشگران کشور ۱۳۸۷.
- مجری طرح نگرش نوین به مقوله توسعه روستایی، ۱۳۸۸.
- مجری طرح بررسی مشاهیر، مفاخر و زحمتشکان دوانی، ۱۳۹۰.
- عضو هیئت ممیزه دانشگاه شیراز
- سردبیر مجله علمی-پژوهشی مطالعات اجتماعی ایران از ۱۳۸۵ تا کنون[۱]
- عضو هیئت تحریریه مجله جامعه‌شناسی ایران از ۱۳۸۵ تا کنون[۲]
- عضو هیئت تحریریه مجله علمی پژوهشی دانشکده ادبیات و علوم انسانی دانشگاه فردوسی مشهد از ۱۳۸۶ تا کنون[۳]
- عضو هیئت تحریریه مجله علمی-پژوهشی جامعه‌شناسی کاربردی دانشگاه اصفهان از ۱۳۸۵ تا کنون[۴]

## کتابها
- نظریات مهاجرت(۱۳۶۸). شیراز: انتشارات نوید. کتاب‌خانه ملی ایران.
- تحولات اجتماعی در روستاهای ایران(۱۳۶۹). شیراز: انتشارات نوید. کتاب‌خانه ملی ایران.
- تاریخ و فرهنگ مردم دوان (روستا) (۱۳۷۰). تهران: انتشارات اطلاعات. کتاب‌خانه ملی ایران.
- پیدایش نظریه جامعه‌شناختی(۱۳۷۱). شیراز: انتشارات نوید. کتاب‌خانه ملی ایران.
- ساخت نظریه جامعه‌شناختی(۱۳۷۲). شیراز: انتشارات نوید. کتاب‌خانه ملی ایران.
- جامعه‌شناسی کشاورزی(۱۳۷۲). تهران: انتشارات اطلاعات. کتاب‌خانه ملی ایران.
- برنامه‌ریزی مهاجرت‌های داخلی(۱۳۷۲). شیراز: انتشارات نوید. کتاب‌خانه ملی ایران.
- نابرابری و قشربندی اجتماعی(۱۳۷۴). شیراز: انتشارات دانشگاه شیراز. Lib.ir.
- ساختار سنی جمعیت(۱۳۷۹). شیراز: انتشارات نوید. کتاب‌خانه ملی ایران.
- جامعه‌شناسی توسعه روستایی(۱۳۷۹). شیراز: انتشارات زر. کتاب‌خانه ملی ایران.
- جامعه‌شناسی در ایران(۱۹۹۲). آمریکا: amazon.com.
- اصلاحات ارضی ایران(۱۹۹۳). amazon.com.
- جامعه‌شناسی توسعه(۱۳۸۲). تهران: انتشارات دانشگاه پیام نور. کتاب‌خانه ملی ایران.
- جامعه‌شناسی جهان سوم(۱۳۸۱). شیراز: انتشارات نوید. کتاب‌خانه ملی ایران.
- مهاجرت و شهرنشینی(۲۰۰۲). شیراز: انتشارات زر. کتاب‌خانه ملی ایران.
- جامعه‌شناسی آبادان(۱۳۸۴). تهران: انتشارات کیان مهر. کتاب‌خانه ملی ایران.
- بررسی پیامدهای اجتماعی و فرهنگی آپارتمان نشینی در استان فارس(۱۳۸۵). شیراز: انتشارات سازمان مدیریت و برنامه‌ریزی استان فارس. کتاب‌خانه ملی ایران.
- جامعه‌شناسی کشاورزی ایران(۱۳۸۷). تهران: انتشارات سمت. کتاب‌خانه ملی ایران.
- مقدمه‌ای بر نظریه‌سازی(۱۳۸۷). شیراز: انتشارات نوید. کتاب‌خانه ملی ایران.
- خاطرات تلخ و شیرین عبدالنبی لحسائی زاده(۱۳۹۱). شیراز: انتشارات آوند اندیشه. کتاب‌خانه ملی ایران.
- دوانیها: تلاشها و موفقیتها(۱۳۹۱). شیراز: نشر نگره. کتاب‌خانه ملی ایران.
- نام‌نامه اندیشمندان ایران علوم‌اجتماعی(۱۳۹۱). اراک: نشر نویسنده. کتاب‌خانه ملی ایران.